# フリッツ・ビュッツベルガー
フリッツ・ビュッツベルガー（独: Fritz Bützberger、1862年3月26日 – 1922年11月1日
）は、スイスの数学者。

## 経歴と功績
ランゲンタールとブルクドルフの学校で教育を受け、1880年チューリッヒ工科大学に入学した。1884年に卒業した後、ランゲンタールの通学していた中等学校で教師になった。同時にベルン大学でルートヴィヒ・シュレーフリの下博士課程を進んだ。
1896年、チューリッヒの Kantonsschule で数学教授になった。チューリッヒ大学にて、教師志望者に幾何学の講演を行った。1903年、ブルクドルフの工科学校で教職を得た。
彼は中等教育向けの教科書をいくつか執筆した。空間計量学、三角法、代数学、算術の関する事項が含まれている。
他にヤコブ・シュタイナーの古い論文と手書き原稿の編集を行った。
1896-97年にチューリッヒで開催された国際数学者会議にて、彼は組織委員会に参加した。